# Moutiers-les-Mauxfaits
Moutiers-les-Mauxfaits ist eine französische Gemeinde mit 2.341 Einwohnern (Stand: 1. Januar 2022) im Département Vendée in der Region Pays de la Loire; sie gehört zum Arrondissement Les Sables d’Olonne und zum Kanton Mareuil-sur-Lay-Dissais (bis 2015: Kanton Moutiers-les-Mauxfaits). Die Einwohner werden Moutierrois genannt. Moutiers-les-Mauxfaits ist Partnergemeinde von Althengstett in Baden-Württemberg.

## Geographie
Moutiers-les-Mauxfaits liegt nahe der Küste des Golfs von Biscaya. Durch die Gemeinde führt der Fluss Troussepoil. Umgeben wird Moutiers-les-Mauxfaits von den Nachbargemeinden Saint-Avaugourd-des-Landes im Norden und Nordwesten, Saint-Vincent-sur-Graon im Norden und Nordosten, Le Givre im Osten und Südosten sowie Le Bernard im Süden und Südwesten.
Durch die Gemeinde führt die frühere Route nationale 747.

## Bevölkerungsentwicklung
| Jahr                      | 1962 | 1968 | 1975 | 1982 | 1990 | 1999 | 2006 | 2012 |
| Einwohner                 | 922  | 1003 | 1261 | 1259 | 1348 | 1419 | 1630 | 1991 |
| Quelle: Cassini und INSEE |      |      |      |      |      |      |      |      |

## Sehenswürdigkeiten
- Kirche Saint-Jacques, seit 1908 Monument historique
- Schloss La Cantaudière aus der Renaissance (16. Jahrhundert), seit 1978 Monument historique
- Markthalle aus dem 18. Jahrhundert, seit 1943 Monument historique
- Waschhaus
- Arboretum

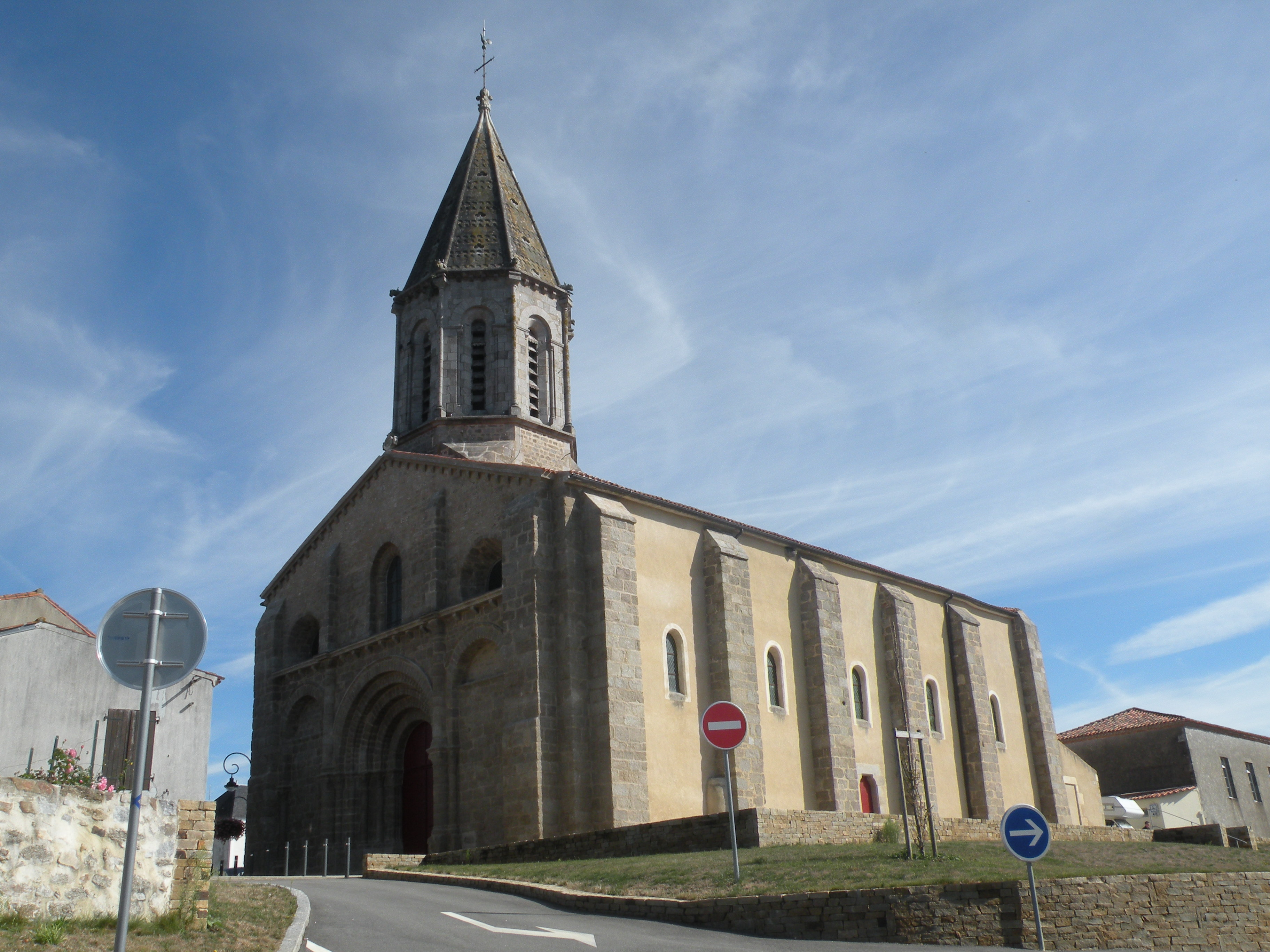
Kirche Saint-Jacques
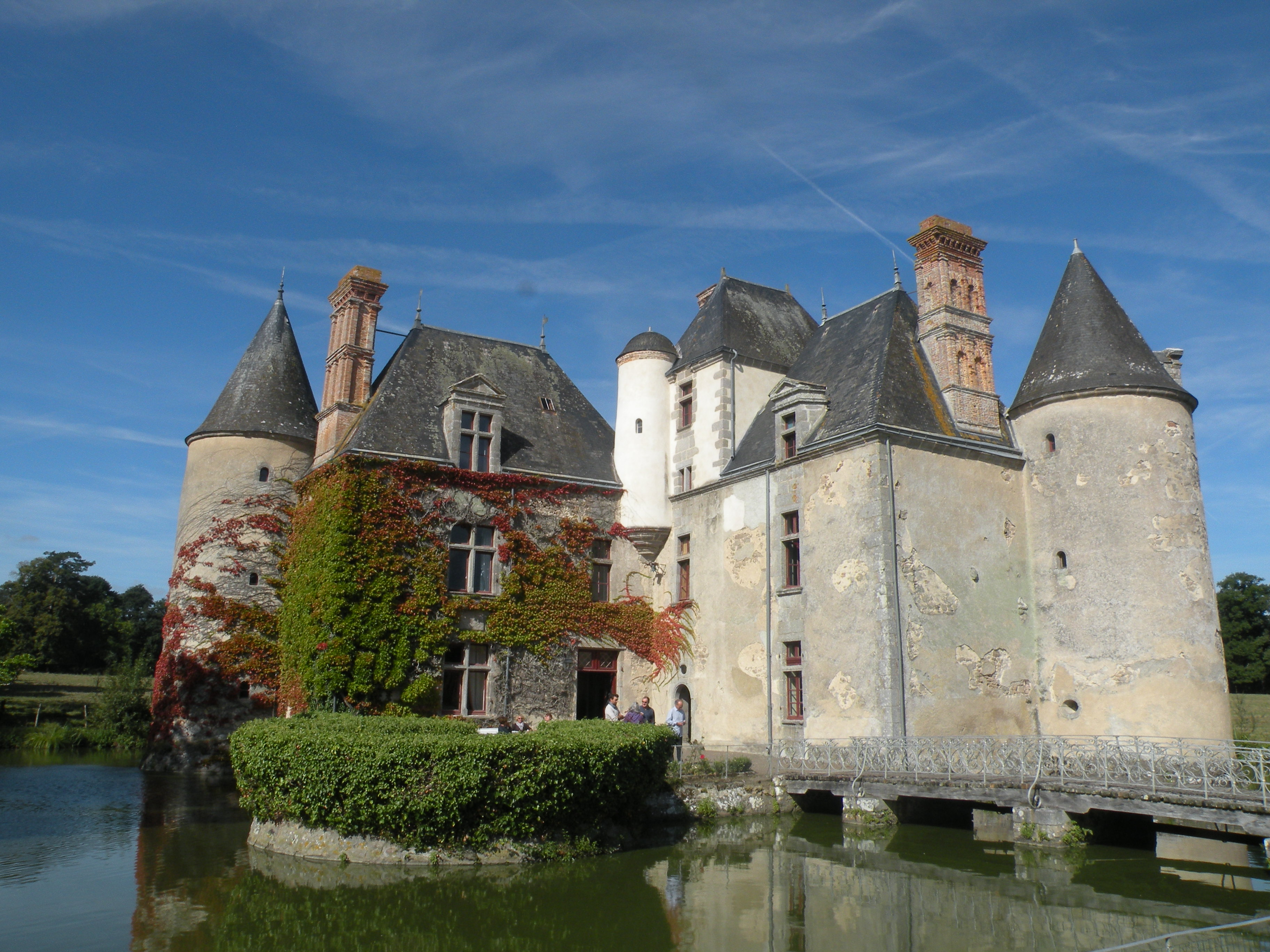
Schloss La Cantaudière
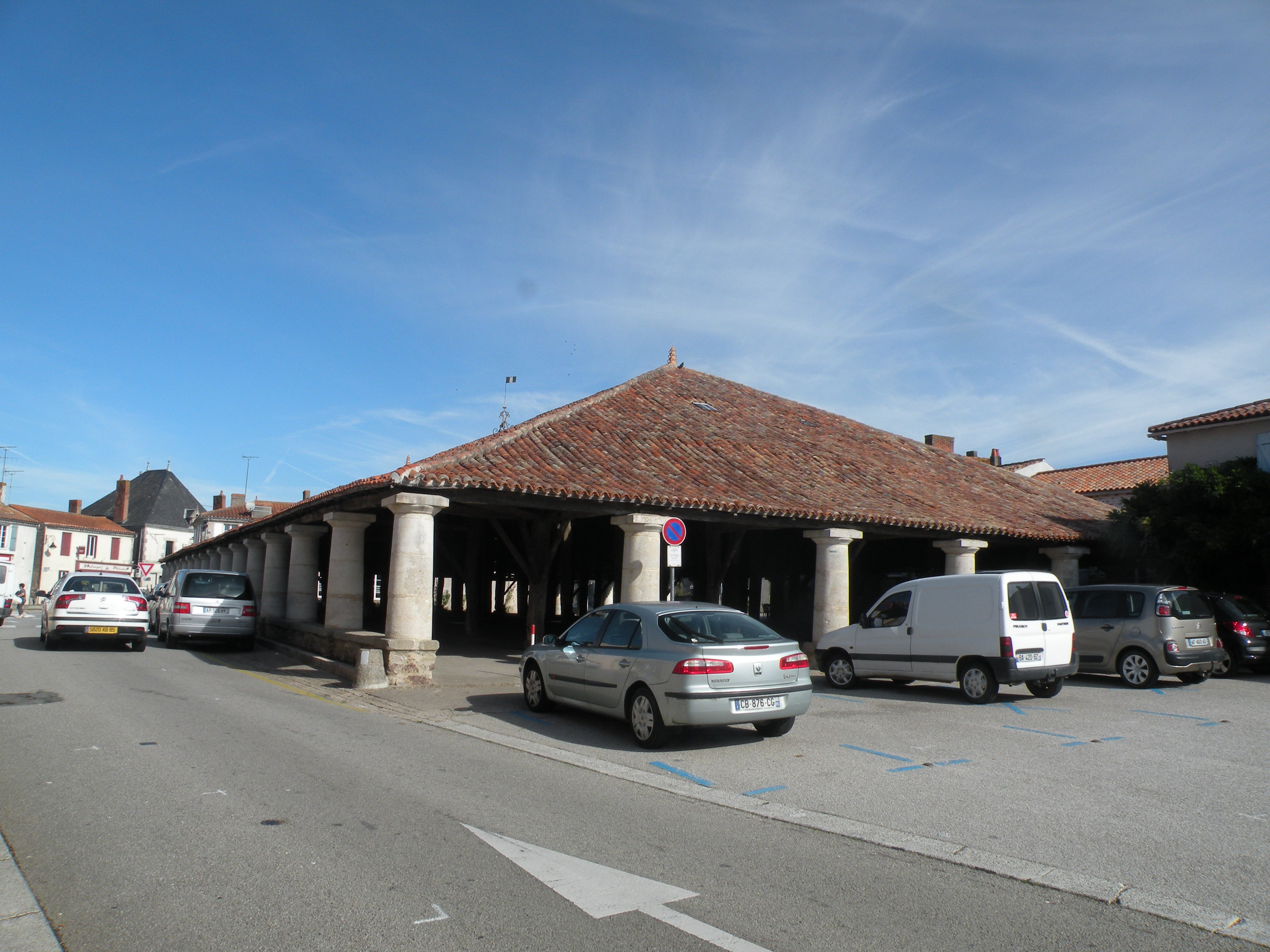
Markthalle